# Tommaso Bianco
Tommaso Bianco (Arzano, 22 settembre 1943) è un attore italiano.

## Biografia
Nasce ad Arzano ma cresce a Napoli, nel quartiere Secondigliano, dove tutt'ora vive e insegna recitazione ai giovani del quartiere.
Formatosi alla scuola del teatro napoletano, soprattutto in quella di Eduardo De Filippo, con cui ha debuttato nel 1968, recitando poi con il grande drammaturgo in quasi tutte le sue opere. Ha recitato inoltre, nelle compagnie teatrali dei più grandi registi, quali: Luigi De Filippo, Dario Fo, Franco Zeffirelli, Roberto De Simone, Maurizio Scaparro, Ugo Gregoretti, Gianfranco De Bosio, Giancarlo Sepe, ecc. Da più di venti anni ha in repertorio la sua produzione "Cantata napoletana in versi, prosa e musica". Si è cimentato anche alla regia, dirigendo la celebre commedia, che fu un grande cavallo di battaglia del grande Nino Taranto, Caviale e lenticchie nella serie "Palcoscenico" di Rai Due.
Nel cinema ha debuttato accanto a Sophia Loren nel film La mortadella diretto da Mario Monicelli, che lo dirigerà poi in altri quattro film. Ha lavorato sotto la direzione di altri registi, quali Roberto Benigni, Nanny Loy, Pasquale Squitieri, Pasquale Festa Campanile ed Ettore Scola. Nel 1979 è tra i protagonisti di Immacolata e Concetta - L'altra gelosia di Salvatore Piscicelli.
Nel 2005 è stato insignito del premio per il teatro Penisola Sorrentina, con la motivazione: "Un attore di straordinaria umanità che sa far pensare, riflettere. È salito sulla carovana dei grandi maestri acquistando una proteiforme capacità drammatica, che sa essere contemporaneamente, timida, umanistica, sfacciata, trasgressiva. Ma sempre intelligente". Nel 2010, ha vinto il premio "Girulà", come protagonista di "Atto senza parole" diretto da Pierpaolo Sepe.
Risiede a Bologna, dove dirige una scuola di teatro napoletano con la collaborazione di Cristina Passaro.

## Filmografia

### Cinema
- La mortadella, regia di Mario Monicelli (1971)
- Camorra, regia di Pasquale Squitieri (1972)
- Donnarumma all'assalto, regia di Marco Leto (1972)
- L'emigrante, regia di Pasquale Festa Campanile (1973)
- Quanto è bello lu murire acciso, regia di Ennio Lorenzini (1975)
- Immacolata e Concetta - L'altra gelosia, regia di Salvatore Piscicelli (1979)
- Il carabiniere, regia di Silvio Amadio (1981)
- Il marchese del Grillo, regia di Mario Monicelli (1981)
- Camera d'albergo, regia di Mario Monicelli (1981)
- Lacrime napulitane, regia di Ciro Ippolito (1981)
- I figli... so' pezzi 'e core, regia di Alfonso Brescia (1982)
- Tradimento, regia di Alfonso Brescia (1982)
- Pronto... Lucia, regia di Ciro Ippolito (1982)
- Amici miei - Atto IIº, regia di Mario Monicelli (1982)
- Zampognaro innamorato, regia di Ciro Ippolito (1983)
- Così parlò Bellavista, regia di Luciano De Crescenzo (1984)
- Un complicato intrigo di donne, vicoli e delitti, regia di Lina Wertmüller (1985)
- Quel ragazzo della curva B, regia di Romano Scandariato (1987)
- 32 dicembre, regia di Luciano De Crescenzo (1987)
- Chiari di luna, regia di Lello Arena (1988)
- La posta in gioco, regia di Sergio Nasca (1988)
- Il viaggio di Capitan Fracassa, regia di Ettore Scola (1990)
- Parenti serpenti, regia di Mario Monicelli (1992)
- Pacco, doppio pacco e contropaccotto, regia di Nanny Loy (1993)
- 3, regia di Christian De Sica (1996)
- Terra bruciata, regia di Fabio Segatori (1999)
- Pinocchio, regia di Roberto Benigni (2002)
- L'uomo giusto, regia di Toni Trupia (2007)
- Il principe abusivo, regia di Alessandro Siani (2013)
- Si accettano miracoli, regia di Alessandro Siani (2015)
- Made in China napoletano, regia di Simone Schettino (2017)
- Sono solo fantasmi, regia di Christian De Sica (2019)
- Ammen, regia di Ciro Villano (2020)
- Qui rido io, regia di Mario Martone (2021)

### Televisione
- Milleluci, condotto da Mina e Raffaella Carrà - show (1974)
- 'Na santarella, di Eduardo Scarpetta, regia di Eduardo De Filippo - prosa (1975)
- Lu curaggio de nu pumpiero napulitano, di Eduardo Scarpetta, regia di Eduardo De Filippo - prosa (1975)
- Li nepute de lu sinneco, di Eduardo Scarpetta, regia di Eduardo De Filippo - prosa (1975)
- Il sindaco del rione Sanità, di e regia di Eduardo De Filippo - prosa, canto fuori campo (1978)
- Ma che cos'è questo amore, regia di Ugo Gregoretti - miniserie TV (1979)
- L'eredità della priora, regia di Anton Giulio Majano - sceneggiato TV (1980)
- La scena di Napoli (1981)
- Vi servo io (di Antonio Scavone), regia di Tommaso Bianco - prosa (1983)
- La piovra 4, regia di Luigi Perelli - sceneggiato Rai (1989)
- Classe di ferro, regia di Bruno Corbucci - serie TV (1989)
- Cantata napoletana, regia di Tommaso Bianco - prosa (1990)
- La piovra 6 - L'ultimo segreto, regia di Luigi Perelli - sceneggiato Rai (1992)
- Piazza di Spagna, regia di Florestano Vancini - miniserie TV (1992)
- Pulcinella, regia di Maurizio Scaparro - prosa (1992)
- Assunta Spina, regia di Riccardo Milani - Rai (2006)
- L'ispettore Coliandro - Rai Fiction (2007)
- Caviale e lenticchie, regia di Tommaso Bianco (2008)
- Morte di Carnevale di Raffaele Viviani (2008)
- Filumena Marturano di Eduardo de Filippo, regia di Massimo Ranieri (2010)
- Napoli milionaria, di Eduardo De Filippo, regia di Massimo Ranieri - film TV (2011)
- Questi fantasmi, (prosa) di Eduardo De Filippo, regia di Massimo Ranieri - film TV (2011)
- Sabato, domenica e lunedì, (prosa) di Eduardo De Filippo, regia di Massimo Ranieri - film TV (2012)